# Rémi Bassereau
Rémi Bassereau (Villeneuve-Saint-Georges, 26 februari 1999) is een Franse volleybal- en beachvolleybalspeler. In die laatste discipline nam hij eenmaal deel aan de Olympische Spelen.

## Carrière

### Zaal
Bassereau komt uit een sportief gezin. Zowel zijn ouders als zijn broers doen aan volleybal. Basseareau begon met volleybal bij Entente Sportive Yerroise, waar hij gecoacht werd door zijn vader. Van 2017 tot en met 2019 speelde hij als receptie-hoek voor Montpellier UC. Vanwege blessures kwam hij weinig in actie. In 2019 maakte hij de overstap naar Narbonne Volley waar hij tot en met 2022 bleef. Met de club won hij in 2022 via een gouden set tegen Halkbank Ankara de CEV Challenge Cup.

### Strand
Bassereau werd in 2015 in Riga met Timothée Platre Europees kampioen onder de 18. Het jaar daarop wonnen de twee brons bij de EK onder 18 in Brno en eindigden ze als vierde bij de WK onder 19 in Larnaca. Daarna richtte Bassereau zich op het zaalvolleybal. In het najaar van 2022 maakte hij zijn debuut in het internationale beachvolleybal bij de senioren. Met als doel zich te kwalificeren voor de Olympische Spelen van Parijs vormde hij een team met Julien Lyneel. Het duo speelde dat jaar op vier toernooien in de Beach Pro Tour en kwam daarbij tot drie negende plaatsen. Het daaropvolgende seizoen namen ze deel aan acht toernooien in de mondiale competitie met een vijfde plaats bij het Challenge-toernooi van La Paz als beste resultaat. Bij de wereldkampioenschappen in Mexico strandden ze na drie nederlagen in de groepsfase. Met Arnaud Gauthier-Rat won Bassereau zilver bij het Future-toernooi van Montpellier en bereikte hij de achtste finale van de Europese kampioenschappen in Wenen.
In 2024 deden Bassereau en Lyneel mee aan zeven toernooien in de Beach Pro Tour. Ze wonnen brons in Saquarema en eindigden als vijfde in Guadalajara. Via het continentale kwalificatietoernooi wonnen ze samen met Gauthier-Rat en Téo Rotar een tweede startbewijs voor Frankrijk voor het olympisch beachvolleybaltoernooi. In Parijs was de groepsfase voor Basseareau en Lyneel na drie nederlagen het eindstation. Na afloop van de Spelen wisselde Bassereau van partner naar Calvin Aye. Het duo verloor bij de EK in Nederland van de Zwitsers Florian Breer en Marco Krattiger. Bij drie Challenge-toernooien kwamen ze tot een vijfde (Haikou) en twee zevende plaatsen (Chennai en Nuvali). Het jaar daarop behaalden ze in de mondiale competitie drie negende plaatsen. Bij de EK in Düsseldorf werden ze in de tussenronde uitgeschakeld door de Duitse broers Benedikt en Jonas Sagstetter.

## Palmares
Kampioenschappen
- 2015:  EK U18
- 2016:  EK U18

Beach Pro Tour
- 2023:  Montpellier Future
- 2024:  Saquarema Challenge